# St. Marien (Gorsleben)
Die Kirche St. Marien ist eine denkmalgeschützte Kirche des Ortes Gorsleben in der Gemeinde Salzatal in Sachsen-Anhalt. Sie gehört zum Pfarrbereich Schochwitz im Kirchenkreis Halle-Saalkreis der Evangelischen Kirche in Mitteldeutschland. Um die Kirche herum liegt der Friedhof der Gemeinde.

## Geschichte
Das genaue Alter der Kirche in Gorsleben liegt im Verborgenen. Schätzungsweise entstand sie im 12. bzw. 13. Jahrhundert. Sie liegt an exponierter Stelle, etwas erhaben über dem Ort auf einer Anhöhe. Der Westquerturm lässt auf romanische Ursprünge schließen. Der Kirche wurde ein gotischer Chor angefügt. Eine Jahreszahl über dem Eingangsportal lässt auf eine Erneuerung im Jahr 1613 schließen. Weitere Änderungen am Turm und im Kircheninneren erfolgten im 18. Jahrhundert.
Das Taufbecken wurde 1613 geschaffen und 1901 gemeinsam mit Teilen der Innenausstattung erneuert. 

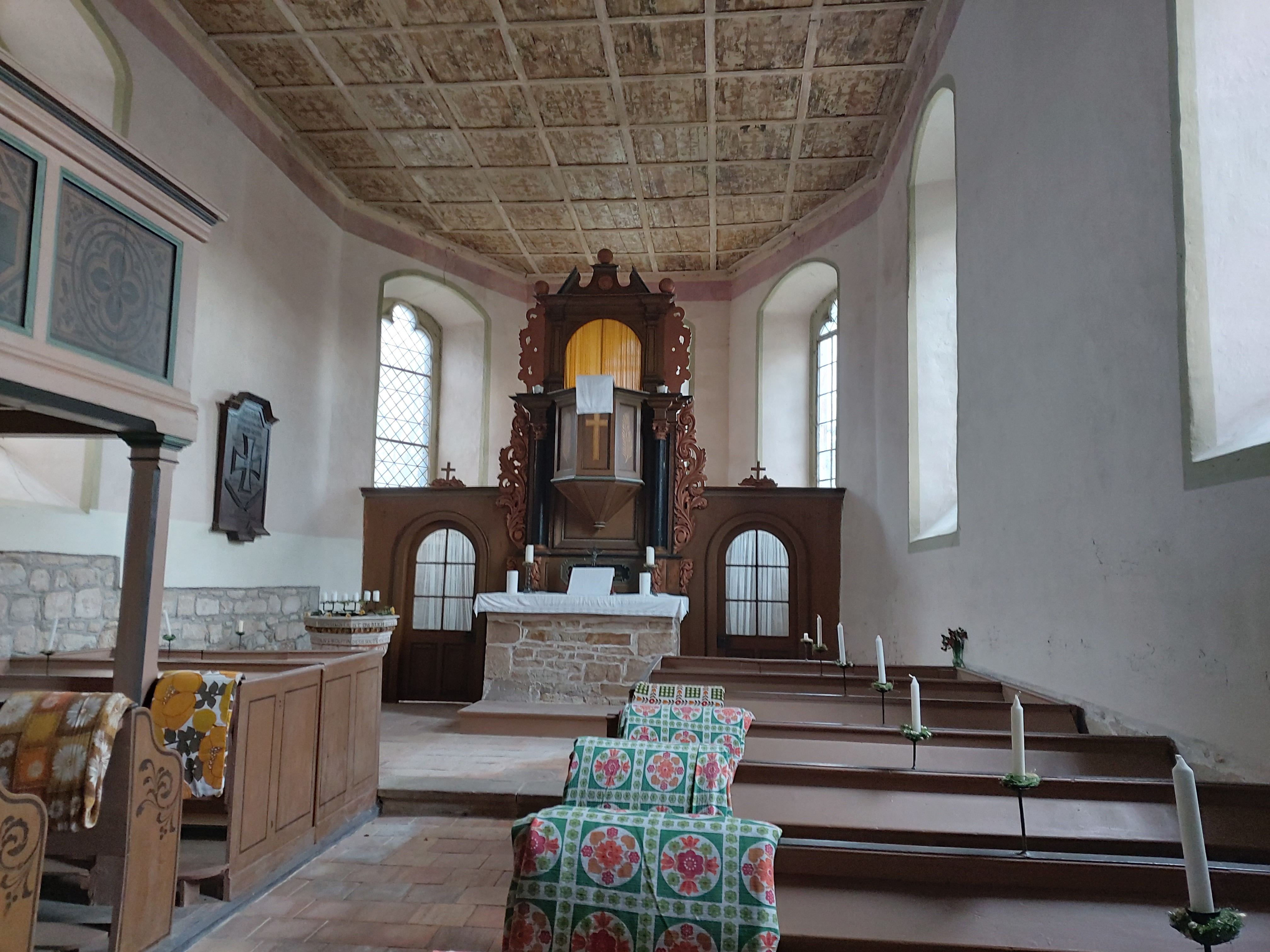
Blick ins Innere der Kirche

In den 1970er Jahren wurde die Kirche aufgegeben. Danach gab es im Ort viel Initiative seitens der Bevölkerung, sodass die Kirche nach und nach wiederhergerichtet wurde. Am Reformationstag 1990 wurde die Wiedereinweihung gefeiert. Seitdem findet traditionell der Gottesdienst zum Reformationstag in der Gorslebener Kirche statt. 

## Ausstattung
Zur schlichten Ausstattung der Kirche zählen ein Kanzelaltar aus dem frühen 18. Jahrhundert, ein Taufstein aus dem Jahre 1613 und eine einfache Nord-Westempore. Die Kassettendecke ist ebenfalls auf die Zeit der Renovierung im 18. Jahrhundert zu datieren.  

## Orgel
Die Orgel wurde von der Firma Ernst Röver zu Beginn des 20. Jahrhunderts errichtet. Sie ging in der Zeit um 1970 verloren, nur noch der Spieltisch und der Prospekt zeugen vom einstigen Instrument. Sie besaß auf pneumatischen Kastenladen zehn Register auf zwei Manualen und Pedal. Das Pfeifenwerk ist vollständig verloren. 

## Glocken
Der Turm beherbergt eine Glocke aus dem 15. Jahrhundert, ein zweites Gefach ist leer. Die Zier der Glocke mit vielen eingegossenen Münzen und figürlichen Darstellungen, auch als Pilgerzeichen bekannt, lässt auf den geschichtlichen Kontext der Kirche schließen. Heute wird das Instrument von Hand geläutet. Der Schlagton ist b′.